# Edwin Werckmeister genannt von Oesterling
Ferdinand Wilhelm Alexander Edwin Werckmeister, seit 1883 Werckmeister genannt von Oesterling (* 26. Mai 1832 in Hönow; † 2. Februar 1912 in Charlottenburg) war ein preußischer Generalleutnant.

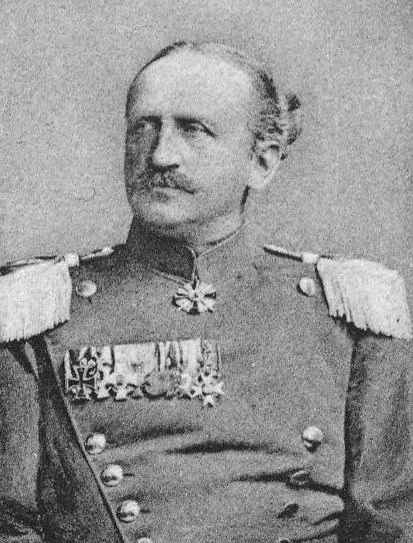
Edwin Werckmeister gen. von Oesterling

## Leben

### Herkunft
Edwin war der Sohn von Ferdinand Rudolf Werckmeister (1791–1860) und dessen Ehefrau Adelheid, geborene von Oesterling (1794–1844). Sein Vater war bis 1839 Herr auf Hönow und bis 1856 Herr auf Zowen und Zirchow.

### Militärkarriere
Werckmeister besuchte Gymnasien in Köslin und Neustettin. Am 1. November 1851 trat er in das 9. Husaren-Regiment der Preußischen Armee ein. Unter Beförderung zum Sekondeleutnant wurde er Anfang November 1853 in das 8. Ulanen-Regiment versetzt und absolvierte von Oktober 1857 bis Ende September 1860 die Allgemeine Kriegsschule. Dieses Kommando wurde 1859 kurzzeitig durch die Mobilmachung anlässlich des Sardinischen Krieges unterbrochen. Zwischenzeitlich zum Premierleutnant befördert, war Werckmeister anschließend als Inspektionsoffizier und Reitlehrer zur Kriegsschule in Neisse kommandiert. Unter Stellung à la suite seines Regiments wurde er Ende Oktober 1862 Lehrer an der Kriegsschule Engers und in dieser Eigenschaft im Februar 1865 zum Rittmeister befördert. Am 10. Juli 1865 kehrte er mit der Ernennung zum Eskadronchef in den Truppendienst zurück. Während des Krieges gegen Österreich führte Werckmeister 1866 seine 3. Eskadron in den Kämpfen bei Trautenau, Tobitschau und Königgrätz.
Im Krieg gegen Frankreich führte Werckmeister seine Eskadron 1870/71 in der Schlacht bei Gravelotte, der Belagerung von Metz sowie den Gefechten bei Flanville, Varennes, Château-Renault und Blois. Ausgezeichnet mit dem Eisernen Kreuz II. Klasse sowie dem Ritterkreuz I. Klasse des Ordens vom Zähringer Löwen und des Ordens der Württembergischen Krone mit Schwertern wurde er nach dem Friedensschluss Ende August 1871 Major. Unter Stellung à la suite war Werckmeister vom 14. Dezember 1871 bis zum 22. September 1873 als etatsmäßiger Stabsoffizier nach Württemberg in das 2. Ulanen-Regiment Nr. 20 kommandiert. Anschließend wurde er zunächst dem 2. Schlesischen Dragoner Regiment Nr. 8 aggregiert und Mitte Oktober 1873 zum etatsmäßigen Stabsoffizier in Oels ernannt. Daran schloss sich ab Anfang Februar 1875 eine Verwendung in der Kriegsgeschichtlichen Abteilung des Großen Generalstabes an, in der er an der Erstellung  des Generalstabswerkes 1870/71 mitwirkte. Als Oberstleutnant wurde Werckmeister am 22. April 1877 mit der Führung des Rheinischen Ulanen-Regiments Nr. 7 beauftragt und am 21. Juni 1877 zum Regimentskommandeur ernannt. In dieser Stellung avancierte er Mitte Oktober 1881 zum Oberst und der Regimentschef Friedrich I. würdigte ihn durch die Verleihung des Komturkreuzes II. Klasse des Ordens vom Zähringer Löwen.
Unter Beilegung des Namens und Teilen des Wappens seiner Mutter wurde er am 14. April 1883 als „Werckmeister genannt von Oesterling“ durch Wilhelm I. in den erblichen preußischen Adelsstand erhoben.
Am 4. Dezember 1884 wurde Werckmeister à la suite seines Regiments gestellt und zum Kommandeur der 1. Kavallerie-Brigade in Königsberg ernannt. In dieser Stellung am 8. März 1887 zum Generalmajor befördert, erhielt Werckmeister Mitte September 1887 den Roten Adlerorden II. Klasse mit Eichenlaub. Unter Verleihung des Charakters als Generalleutnant wurde er am 16. Februar 1889 mit der gesetzlichen Pension zur Disposition gestellt.

### Familie
Werckmeister hatte sich am 27. Dezember 1868 in Lauban mit Mathilde Queißer (1847–1925) verheiratet. Aus der Ehe ging der Sohn Fritz (1877–1890) hervor.